# طب سيدها

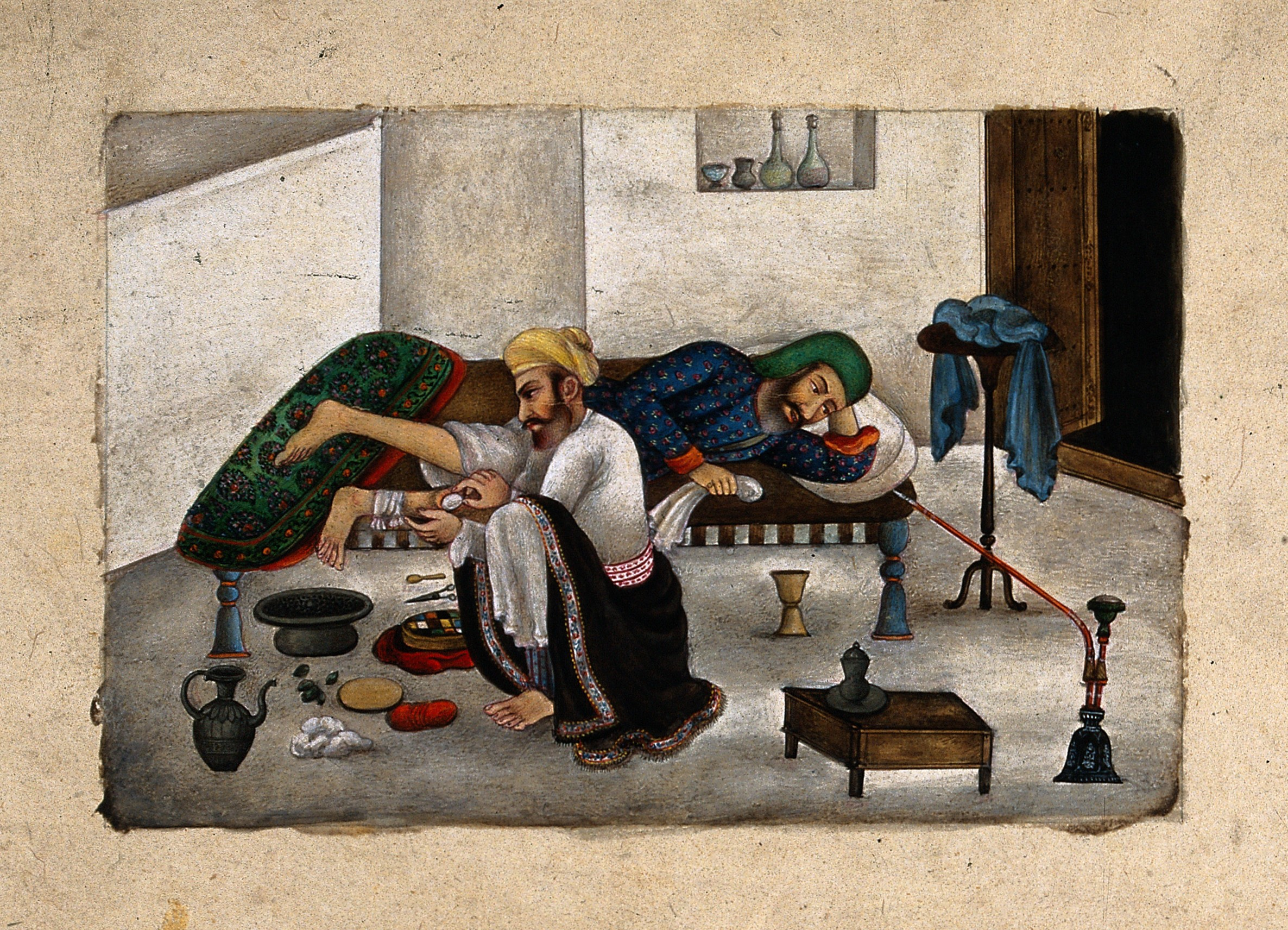
طب الايورفيدا ويلكوم

طب السيدها هو طب تقليدي نشأ في جنوب الهند. إنه أحد أقدم الأنظمة الطبية في الهند.
في المناطق الريفية في الهند ، يتعلم سيدهار طرقهم التقليدية من خلال انتقال العدوى بين السيد والتلميذ ليصبحوا "معالجين  محليين. سيدهار من بين ما يقرب من 400٬000 معالج يمارسون الطب التقليدي في الهند ويمثلون حوالي 57٪ من الرعاية الطبية الريفية,. يعتقد ممارسو سيدها أن العناصر الأساسية الخمسة: الأرض والماء والنار والهواء والسماء توجد في الطعام. تستخدم "أخلاط" جسم الإنسان والمركبات الكيميائية من أصل نباتي أو حيواني أو غير عضوي ، مثل الكبريت والزئبق ، في علاج الأمراض.
تنظم وزارة "آيوش" (الأيورفيدا، واليوغا، وأوناني ، والسيدها، والمعالجة المثلية) التابعة لحكومة الهند تدريب ممارسي السيدها وغيرها من الممارسات الطبية البديلة المعترف بها في الهند  ويطلق على الممارسين اسم سيدهار ( الأطباء في التاميل) يمرون بالتأهيل تدريب بدرجات متقدمة ، مثل BSMS (بكالوريوس في طب وجراحة سيدها) ، ودكتوراه في الطب (دكتور طبي سيدها) أو دكتوراه دكتوراه في الفلسفة. يشرف المجلس المركزي للطب الهندي ، وهو هيئة قانونية تأسست عام 1971 تحت إشراف أيوش ، على التعليم في مجالات الطب الهندي الريفي ، بما في ذلك طب سيدها. ومع ذلك ، تعتبر الجمعية الطبية الهندية أن شهادات سيدها الطبية "مزيفة" وأن علاجات سيدها ترقى إلى مستوى الشعوذة ، مما يشكل خطرًا صحيًا وطنيًا بسبب نقص التدريب في الطب العلمي,. تحديد ممارسين طبيين مزيفين غير مؤهلين ، قالت المحكمة العليا في الهند في عام 2018 إن "الدجالين غير المؤهلين وغير المدربين يشكلون خطرًا كبيرًا على المجتمع بأسره ويراهنون على حياة الناس دون الحصول على التدريب والتعليم المطلوبين في المجال العلمي من المؤسسات المعتمدة".

## قصة
تطورت منطقة السيدها في جنوب الهند  ويرجع تاريخها إلى زمن حضارة وادي السند في الألفية الثالثة قبل الميلاد أو ربما حتى قبل ذلك. وفقًا لأدب سيدها القديم ، يُقال إن نظام هذا الدواء قد نشأ من الإله الهندوسي شيفا الذي علمه لزوجته بارفاتي . ثم نقلها بارفاتي إلى ناندي الذي علمها لتسعة ديفتاس.
يتم تدريب معظم ممارسي سيدها تقليديًا ، عادةً ضمن سلالة عائلية أو بواسطة معلمين (مدرسين). يقال إن Siddhars يطورون قوى روحية : سيدهيس . يعتبر نانديسار أول سيدها ومعلم كل siddhars .

## مفهوم المرض وأسبابه
عندما يختل التوازن الطبيعي للفكاهة الثلاثة - Vaadham و Pittham و Kapam - ينشأ المرض. العوامل التي يعتقد أنها تؤثر على هذا التوازن هي البيئة والظروف المناخية والنظام الغذائي والنشاط البدني والإجهاد. في ظل الظروف العادية ، تكون نسبة Vaadham و Pittham و Kapam 4: 2: 1 على التوالي.
وفقًا لنظام سيدها العلاجي ، يلعب النظام الغذائي ونمط الحياة دورًا رئيسيًا في الصحة وشفاء الأمراض. يُطلق على مفهوم طب السيدها اسم pathiyam و apathiyam ، وهو في الأساس نظام قائم على القواعد مع قائمة بما يجب فعله وما لا يجب فعله.

## الاعشاب
يمكن تصنيف مستحضرات السيدهار الطبية إلى ثلاث مجموعات : thavaram (منتج عشبي) ، thadhu (مواد غير عضوية) و jangamam (منتجات من أصل حيواني). تنقسم الاستعدادات Thadhu نفسها إلى : uppu (مواد غير عضوية قابلة للذوبان في الماء تنبعث منها بخار عند إطلاق النار) ، pashanam (عوامل لا تذوب في الماء ولكنها تنبعث منها بخار عند إطلاق النار) ، uparasam (على غرار pashanam ولكن تأثيره مختلف) ، Loham (لا يذوب في الماء ولكنه يذوب عندما مطبوخ ) ، والرسام (المواد اللينة) والغندغام (المواد غير القابلة للذوبان في الماء ، مثل الكبريت).

## وكان سيدها اليوم
تدير ولاية تاميل نادو دورة مدتها خمس سنوات ونصف في طب سيدها (BSMS: بكالوريوس في طب وجراحة سيدها). الحكومة الهندية ، التي تهتم أيضًا بتدريس السيدها ، أنشأت كليات طبية ومراكز بحثية مثل معهد سيدها الوطني  والمجلس المركزي لأبحاث سيدها.
تم حظر الممارسة الريفية لطب سيدها وأشكال أخرى مماثلة من الطب البديل في الهند في وقت مبكر من عام 1953 بموجب قانون الممارسين الطبيين في ترافانكور كوشين ، 1953 [الإنجليزية]. تم تعزيز هذا القانون لاحقًا في عام 2018 من قبل المحكمة العليا في الهند التي أعلنت أن "عددًا من الدجالين غير المهرة وغير المدربين يشكلون خطرًا كبيرًا على المجتمع بأسره ومن خلال المقامرة بحياة الناس". يشترط القانون أن يتم تدريب الممارسين الطبيين في مؤسسة معترف بها وأن يتم تسجيلهم في القائمة الرسمية للممارسين المعتمدين ، والتي يتم نشرها سنويًا في الجريدة الرسمية للهند. لا تعترف هذه القائمة بممارسي السيده ، الذين لم يتم تدريبهم أو تأهيلهم كأطباء.